# フィンランドの同性結婚

同性結婚が可能
保留中：政府/裁判所は同性結婚を合法化したが法律は施行されていないか、裁判所は合法化を命じたが法案は可決されない
他の特定の法域で行われた場合に完全に認識される同性結婚1
シビル・ユニオン制度
限られた国内の法的承認（登録された同棲、法的後見人）
他の特定の法域で行われる結婚の限定的な承認（居住権）
同性結婚は法的に認められていないが、同性結婚を支持する判決を下した国際裁判所の対象国
同性ユニオンが合法的に承認されていない、係属中の判決なし
(リスト上方の色は下方の色に優位に立つ)
未施行の法律を含む。

ヨーロッパ各国における同性婚または同性間のパートナーシップ法の施行状況
同性婚^{1}
その他のパートナーシップ法^{1}
事実婚^{1}
なし
憲法にて婚姻を男女間に限定
^{1}同性間のパートナーシップを認めた現行法または裁判所決定のいずれかが含まれているが、未施行のものは除外。

フィンランドの同性結婚（フィンランドのどうせいけっこん）では、フィンランドにおける同性結婚（同性婚）について記述する。
フィンランドでは、2017年3月1日から同性結婚が合法化された。同性結婚の合法化に関する法案は、2014年12月12日にエドゥスクンタ（フィンランド議会）によって承認され、2015年2月20日にサウリ・ニーニスト大統領によって署名された。2017年3月1日に施行された。
以前は、2002年から2017年まで、フィンランドは同性カップルの登録済みパートナーシップ（養子縁組権と共同姓の権利）を認めていた。